# 闫庶民
闫庶民（1962年10月—），山西省盂县人，中华人民共和国政治人物。

## 生平
1962年10月，闫庶民出生在山西省盂县。
1982年9月，闫庶民参加工作，1984年9月加入中国共产党。闫庶民先后担任盂县人民政府副县长，盂县人民代表大会常务委员会副主任，中国共产党盂县委员会政法委员会书记。2015年6月，闫庶民出任中国人民政治协商会议盂县委员会主席。

### 落马
2024年7月12日，闫庶民涉嫌严重违纪违法接受阳泉市纪委监委纪律审查和监察调查。